# لوك بيدفورد
لوك بيدفورد (بالإنجليزية: Luke Bedford)‏ هو ملحن بريطاني، ولد في 25 أبريل 1978 في باركشير في المملكة المتحدة.

## وصلات خارجية
- لوك بيدفورد على موقع ميوزك برينز (الإنجليزية)
- لوك بيدفورد على موقع ديسكوغز (الإنجليزية)